# Programas-Quadro para pesquisa e desenvolvimento tecnológico
Os Programas-Quadro de Pesquisa e Desenvolvimento Tecnológico, também chamados de Programas-Quadro, abreviados por FP (do inglês Framework Programmes) tiveram 8 edições que vão do primeiro FP1 ao  FP8", este último  mais precisamente denominado "Horizon 2020". Esses Programas-Quadro são programas de financiamento criados pela União Europeia / Comissão Europeia para apoiar e promover a pesquisa no Espaço Europeu de Pesquisa(ERA. do inglês European Research Area). Os objetivos e ações específicos variam entre os períodos de financiamento. Nos FP6 e FP7, o foco ainda estava na pesquisa tecnológica; já no FP8,  O  Horizon 2020, o foco está na inovação, proporcionando crescimento econômico mais rápido e soluções para os usuários finais que geralmente são agências governamentais.

## Antecedentes
A condução de políticas de pesquisa europeias e a implementação de programas de pesquisa europeus são uma obrigação do Tratado de Amsterdã, que inclui um capítulo sobre pesquisa e desenvolvimento tecnológico. Os programas são definidos por funcionários da Comissão que são auxiliados por vários grupos consultivos oficiais e grupos de pressão. Por exemplo, para aconselhar a Comissão Europeia sobre a estratégia geral a ser seguida na realização da prioridade temática das Tecnologias da Informação e Comunicação, foi criado o Grupo Consultivo para Tecnologias da Sociedade da Informação (ISTAG).
Os programas-quadro até o Programa-Quadro 6 (FP6) abrangem períodos de cinco anos, mas a partir do Programa-Quadro 7 (FP7), os programas são executados por sete anos. Os programas-quadro e seus orçamentos em bilhões de euros são apresentados na tabela abaixo. No FP1 – FP5, foram efetuadas despesas do programa em unidades monetárias europeias; a partir do 6º PQ, os orçamentos eram em euros. Os valores apresentados abaixo estão em euros. 
| IDENTIFICAÇÃO | Programa-Quadro         | período   | Orçamento (bilhões de €)                                               |
| ------------- | ----------------------- | --------- | ---------------------------------------------------------------------- |
| FP1           | Primeiro                | 1984-1987 | 3.8                                                                    |
| FP2           | Segundo                 | 1987-1991 | 5.4                                                                    |
| FP3           | Terceiro                | 1990-1994 | 6.6.                                                                   |
| FP4           | Quarto                  | 1994-1998 | 13,2                                                                   |
| FP5           | Quinto                  | 1998-2002 | 15,0                                                                   |
| FP6           | Sexto                   | 2002-2006 | 16,3                                                                   |
| FP7           | Sétimo                  | 2007-2013 | 50,5 ao longo de sete anos + 2,7 para a Euratom ao longo de cinco anos |
| FP8           | Horizonte 2020 (oitavo) | 2014-2020 | 77                                                                     |
| FP9           | Horizonte Europa        | 2021-2027 | ainda não definido                                                     |

## Instrumentos de financiamento

### FP6 e FP7
Os projetos dos Programas-Quadro 6 e 7 (2002–2013) foram geralmente financiados por meio de instrumentos, dos quais os mais importantes incluem:
- Projeto de integração (IP, do inglês Integrating Project) 
  - Projetos de pesquisa colaborativa de médio a grande porte, financiados no 6º e 7º FP's . São constituídos de no mínimo  três parceiros oriundos de três países de estados associados, mas podem se juntar a várias dezenas de parceiros. A duração típica de tais projetos é de três a cinco anos, mas não há um limite superior definido. O orçamento concedido pela Comissão pode atingir várias dezenas de milhões de euros, pagos como uma fração dos custos reais gastos pelos participantes.[14]
  - Os projetos de integração visam especificamente promover a competitividade europeia em pesquisa básica e ciência aplicada, com foco em "atender às principais necessidades da sociedade" definidas pelos Temas Prioritários do Programa-Quadro. Como os STRePs (veja abaixo), os projetos de integração solicitam uma forte participação de pequenas ou médias empresas (PMEs) para verificar a tradução dos resultados da pesquisa em produtos ou serviços comercialmente viáveis.[15]
- Rede de Excelência (NoE, do inglês, Network of Excellence) 
  - Projetos de pesquisa de médio porte cofinanciados pela Comissão Europeia no 6° e 7° FP. Esses projetos são "criados' para fortalecer a excelência científica e tecnológica em um tópico de pesquisa específico, por meio da integração durável das capacidades de pesquisa dos participantes".[16]
  - Os projetos NoE exigem a participação mínima de três países membros da UE; no entanto, geralmente são esperados projetos  envolver pelo menos seis países.[17] projetos recebem subvenções por um período máximo de sete anos. O orçamento concedido pela Comissão é de 1 a 6 euros   milhões por ano, dependendo do número de pesquisadores envolvidos.
  - Um projeto NoE não deve ser estritamente considerado um projeto de pesquisa, pois seu objetivo não é realizar pesquisas, mas contribuir para o esclarecimento dos conceitos no campo coberto.
- Projetos de pesquisa direcionados específicos (STReP) 
  - Projetos de pesquisa de médio porte financiados pela Comissão Europeia nos programas de financiamento do 6.o e 7.o PQ. Os projetos do STReP envolvem no mínimo três parceiros provenientes de três países de estados associados. A duração típica de tais projetos é de dois a três anos. No 6.o PQ, eles geralmente envolviam entre seis e 15 parceiros. O orçamento concedido pela Comissão é em média de cerca de 2 milhões de euros.[18]

Observe também as Iniciativas Tecnológicas Conjuntas do PQ7 (ITC) em parceria com a indústria .

### Horizonte' 2020
O Horizonte 2020 é o oitavo programa-quadro que financia pesquisas, desenvolvimento tecnológico e inovação. O nome do programa foi modificado para "Programa-Quadro de Pesquisa e Inovação". O programa-quadro é implementado pela Comissão Europeia, o órgão executivo da União Europeia, por várias Diretorias-Gerais internas (DG), como a Diretoria Geral de Pesquisa e Inovação ( DG RTD ) ou a Diretoria Geral de Redes de Comunicação, conteúdo e Tecnologia, ou por agências executivas como a Agência Executiva de Pesquisa (REA), a Agência Executiva para PMEs (EASME) ou a Agência Executiva ERC (ERCEA). O objetivo do programa-quadro é concluir o Espaço Europeu de Pesquisa (ERA), coordenando as políticas nacionais de pesquisa e reunindo recursos em algumas áreas para evitar duplicação. O próprio Horizonte 2020 é visto como um instrumento político para implementar outras iniciativas políticas de alto nível da União Europeia, como a Europa 2020 e a União da Inovação. O programa decorre de 2014 a 2020 e fornece um financiamento estimado em € 80 bilhões, um aumento de 23% na fase anterior.
O Horizonte 2020 concede subsídios para projetos de pesquisa e inovação por meio de convites à apresentação de propostas abertos e competitivos. Entidades legais de qualquer país são elegíveis para enviar propostas de projetos para essas chamadas. A participação de fora da União Europeia é explicitamente incentivada. Os participantes dos estados membros da União Europeia e dos países associados ao Horizonte 2020 são automaticamente financiados. Os países associados assinaram um acordo de associação para os fins deste programa-quadro. Até o momento, 14 países estão associados ao Horizonte 2020. Suíça é considerada "parcialmente associada" devido aos referendos de 2014 realizados pela Suíça, que liberam a circulação de trabalhadores entre a Suíça e a UE. As organizações suíças continuam participando ativamente do Horizonte 2020, no entanto, sua participação às vezes é coberta por financiamento nacional. Israel é um "país associado" ao Horizonte 2020. Um ponto central de negociação foi o financiamento de projetos além da Linha Verde . Israel publicou suas opiniões em um apêndice aos documentos oficiais. O Horizonte 2020 apoia o acesso aberto aos resultados da pesquisa , a fim de criar maior eficiência, melhorar a transparência e acelerar a inovação.
O Horizonte 2020 também está implementando a política européia de pesquisa e inovação ambiental, que visa definir e tornar realidade uma agenda transformadora para tornar a economia e a sociedade em geral mais ecológicas, a fim de alcançar um desenvolvimento verdadeiramente sustentável .
O programa consiste em três áreas principais de pesquisa chamadas "pilares": O primeiro pilar, "Ciência de excelência", concentra-se na ciência básica. Tem um orçamento de 24 bilhões de euros. O segundo pilar é "Liderança Industrial", com um orçamento de 14 bilhões de euros. É gerido pela DG Empresa e baseado nas estratégias Europa 2020 e União da Inovação. O terceiro pilar financia possíveis soluções para problemas sociais e econômicos, "Desafios Societais" (SC).
A estrutura segue o programa-quadro anterior (FP7, 2007–13) até o nível dos subprogramas dos pilares. No pilar industrial, o objetivo é encontrar maneiras de modernizar as indústrias européias que sofreram com um mercado europeu fragmentado. Nos desafios sociais, o objetivo é a implementação de soluções, menos no desenvolvimento de tecnologia.
O Horizonte 2020 será sucedido pelo Horizonte Europa .

## Projetos ilustrativos

### IMPETUS
IMPETUS (Information Management Portal to Enable the inTegration of Unmanned Systems) é abordar a análise científica dos requisitos de gerenciamento de informações para uma integração segura e eficiente de sistemas aéreos não tripulados (UAS) no espaço aéreo muito baixo nível. Como resultado, soluções de serviços tecnologicamente e comercialmente viáveis são elaboradas e implantadas em um ambiente de teste experimental.
O crescimento esperado de futuros movimentos de UAS nas áreas rurais e urbanas indica a necessidade de soluções de gerenciamento de tráfego, garantindo um curso normal de operações sem problemas da aviação tripulada e não tripulada. IMPULSO contribui investigando potenciais microservices que servem as necessidades do usuário do espaço aéreo em todas as fases do ciclo de vida da operação, desde o planeamento estratégico sobre pré-voo, em voo e fornecimento de dados pós-voo. Como o gerenciamento de informações é um pré-requisito de infraestrutura de futuros sistemas de tráfego não tripulado, os resultados apoiam a meta europeia de obter prosperidade por meio das oportunidades de emprego e negócios de um mercado emergente de serviços de drones.
Garantindo um sistema escalável, flexível e econômico, a IMPETUS propõe a aplicação do paradigma Função como Serviço e Conceitos Inteligentes. Simultaneamente, a qualidade e a integridade dos dados são levadas em consideração para garantir uma conduta segura de todas as operações. Para cumprir esses propósitos, o projeto começou a caracterizar processos e serviços de dados de importância vital para operações com drones. Seguindo os requisitos derivados desses estudos preliminares, um Smart UTM Design é elaborado em alinhamento com o conceito U-Space, que descreve uma estrutura para uma implementação progressiva de serviços para “permitir que operações complexas de drones com alto grau de automação ocorram em todos os tipos de ambientes operacionais, incluindo áreas urbanas. ”  Posteriormente, microsserviços específicos serão prototipados e a escala de laboratório testada em um ambiente baseado em nuvem sem servidor.
Em nome da Empresa Comum SESAR, o IMPETUS é realizado de 2017 a 2019 por um consórcio multinacional de principais partes interessadas na aviação não tripulada:
Altitude Angel (Reino Unido), Boeing Research and Technology Europe (ES), C-Astral (SI), CRIDA (ES), INECO (ES), Jeppesen (DE) e a Universidade Técnica de Darmstadt (DE).

### OpenAIRE
Uma rede de repositórios, arquivos e periódicos do Open Access que suportam políticas de Open Access. O OpenAIRE Consortium é um projeto do Horizonte 2020 (FP8), destinado a apoiar a implementação das políticas de acesso aberto da CE e do ERC .
O repositório de dados de pesquisa Zenodo é um produto do OpenAIRE. O portal OpenAIRE está online.

## Crítica dos programas
Os programas foram criticados por vários motivos, como a redução da competitividade industrial da Europa  e a falta de excelência fundamental e a competitividade econômica global. Em 2010, a Agência Austríaca de Promoção à Pesquisa lançou uma petição pedindo uma simplificação dos procedimentos administrativos, que atraiu mais de 13.000 signatários. As numerosas outras críticas dos peticionários foram posteriormente destiladas em um livro verde . No Horizonte 2020, há simplificações significativas: por exemplo, menos taxas de financiamento (aumentando as taxas de financiamento das grandes empresas), menos relatórios, menos auditoria, menor tempo entre a proposta e o lançamento do projeto.
- Documento de referência sobre as melhores técnicas disponíveis (BREF)

## 30em
1. ↑  «ISTAG website». Cordis.lu
2. ↑  Artis, M. J. and F. Nixson, Eds. "The Economics of the European Union: Policy and Analysis" (4th ed.), Oxford University Press 2007
3. ↑  Council resolution of 25 July 1983 on framework programmes for Community research, development and demonstration activities and a first framework programme 1984 to 1987; OJ C208 – 04/08/1983; Official Journal of the European Union
4. ↑  Council Decision of 28 September 1987 concerning the framework programme for Community activities in the field of research and technological development (1987 to 1991); OJ L302 – 24/10/1987; 87/516/Euratom, EEC; Official Journal of the European Union
5. ↑  Council Decision of 23 April 1990 concerning the framework Programme of Community activities in the field of research and technological development (1990 to 1994); OJ L117 – 08/05/1990; 90/221/Euratom, EEC; Official Journal of the European Union
6. ↑  Decision No 1110/94/EC of the European Parliament and of the Council of 26 April 1994 concerning the fourth framework programme of the European Community activities in the field of research and technological development and demonstration; OJ L126 – 18/05/1994; No 1110/94/EC; Official Journal of the European Union
7. ↑  Decision No 182/1999/EC of the European Parliament and of the Council of 22 December 1998 concerning the fifth framework programme of the European Community for research, technological development and demonstration activities (1998 to 2002); OJ L26 – 01/02/1999; No 182/1999/EC; Official Journal of the European Union
8. ↑  Decision No 1513/2002/EC of the European Parliament and of the Council of 27 June 2002 concerning the sixth framework programme of the European Community for research, technological development and demonstration activities, contributing to the creation of the European Research Area and to innovation (2002 to 2006); OJ L232 – 29/08/2002; No 1513/2002/EC; Official Journal of the European Union
9. ↑  «How is FP 7 structured? from FP7 in Brief». European Commission
10. ↑  Cordis. «The EU Framework Programme for Research and Innovation»
11. ↑  «Research and innovation funding: making a real difference». European Commission
12. ↑  Cordis. «The EU Framework Programme for Research and Innovation»
13. ↑  «EU budget for 2021-2027: Commission welcomes provisional agreement on Horizon Europe, the future EU research and innovation programme». European Commission
14. ↑  «CORDIS Archive : CORDIS FP6: What is FP6: Instruments: Integrated Projects». Cordis.europa.eu
15. ↑  «Provisions for Implementing Integrated Projects» (PDF)
16. ↑  «What is FP6: Instruments: Network of Excellence». European Commission
17. ↑  "Provisions for Implementing Networks of Excellence", cordis.europa.eu. Retrieved 25 June 2009
18. ↑  
«Guide for applicants (Collaborative projects - Small and Medium-scale focused Research Projects - STREP)». European Commission
19. ↑  
OECD. «2: Main trends in Science, Technology and Innovation policy». OECD Science, Technology and Industry Outlook 2008. OECD Publishing. Col: OECD Science, Technology and Industry Outlook. [S.l.]: 2008. ISBN 9789264049949. Joint Technology Initiatives (JTI) [...] are initiatives emerging from European technology platforms and are financed partly by FP7 funds and by industry.
20. ↑  Grove. «'Triple miracle' sees huge rise in EU funds for frontier research». Times Higher Education |nome3= sem |sobrenome3= em Authors list (ajuda)
21. ↑  Amos. «Horizon 2020: UK launch for EU's £67bn research budget». BBC |nome3= sem |sobrenome3= em Authors list (ajuda)
22. ↑  Rabesandratana. «E.U. Leaders Agree on Science Budget». ScienceInsider |nome3= sem |sobrenome3= em Authors list (ajuda)
23. ↑  «Horizon 2020» (PDF). Ec.europa.eu
24. ↑  «Associated Countries» (PDF). Ec.europa.eu
25. ↑  Elis. «Israel joins 77 billion euro Horizon 2020 R&D program». The Jerusalem Post |nome3= sem |sobrenome3= em Authors list (ajuda)
26. ↑  «Fact sheet: Open Access in Horizon 2020» (PDF). European Commission
27. ↑  «Guidelines on Open Access to Scientific Publications and Research Data in Horizon 2020» (PDF). European Commission
28. ↑  Union. «European drones outlook study : unlocking the value for Europe.» (em inglês). doi:10.2829/085259 |nome3= sem |sobrenome3= em Authors list (ajuda)
29. ↑  «Warsaw Declaration: "Drones as a leverage for jobs and new business opportunities"» (PDF)
30. ↑  «U-space : blueprint.» (em inglês). doi:10.2829/335092
31. ↑  «IMPETUS - Information Management Portal to Enable the Integration of Unmanned Systems»
32. ↑  «OpenAIRE». Openaire.eu
33. ↑  Financial Control and Fraud in the Community. House of Lords Select Committee on the European Communities, 12th Report. London: HMSO (1994).
34. ↑  H. Matthews, The 7th EU research framework programme. Nanotechnol. Perceptions 1 (2005) 99–105.
35. ↑  «Cerexhe receives petition for the simplification of administrative procedures for researchers»
36. ↑  «Green Paper "From Challenges to Opportunities: Towards a Common Strategic Framework for EU Research and Innovation funding"» (PDF). Austrian Research Promotion Agency (FFG), Vienna

- «Europe's 'Horizon 2020' science funding programme: how is it shaping up?». Journal of Health Services Research & Policy. 18: 182–185. PMC 4107840. PMID 23595575. doi:10.1177/1355819613476017